# Peter von Biron

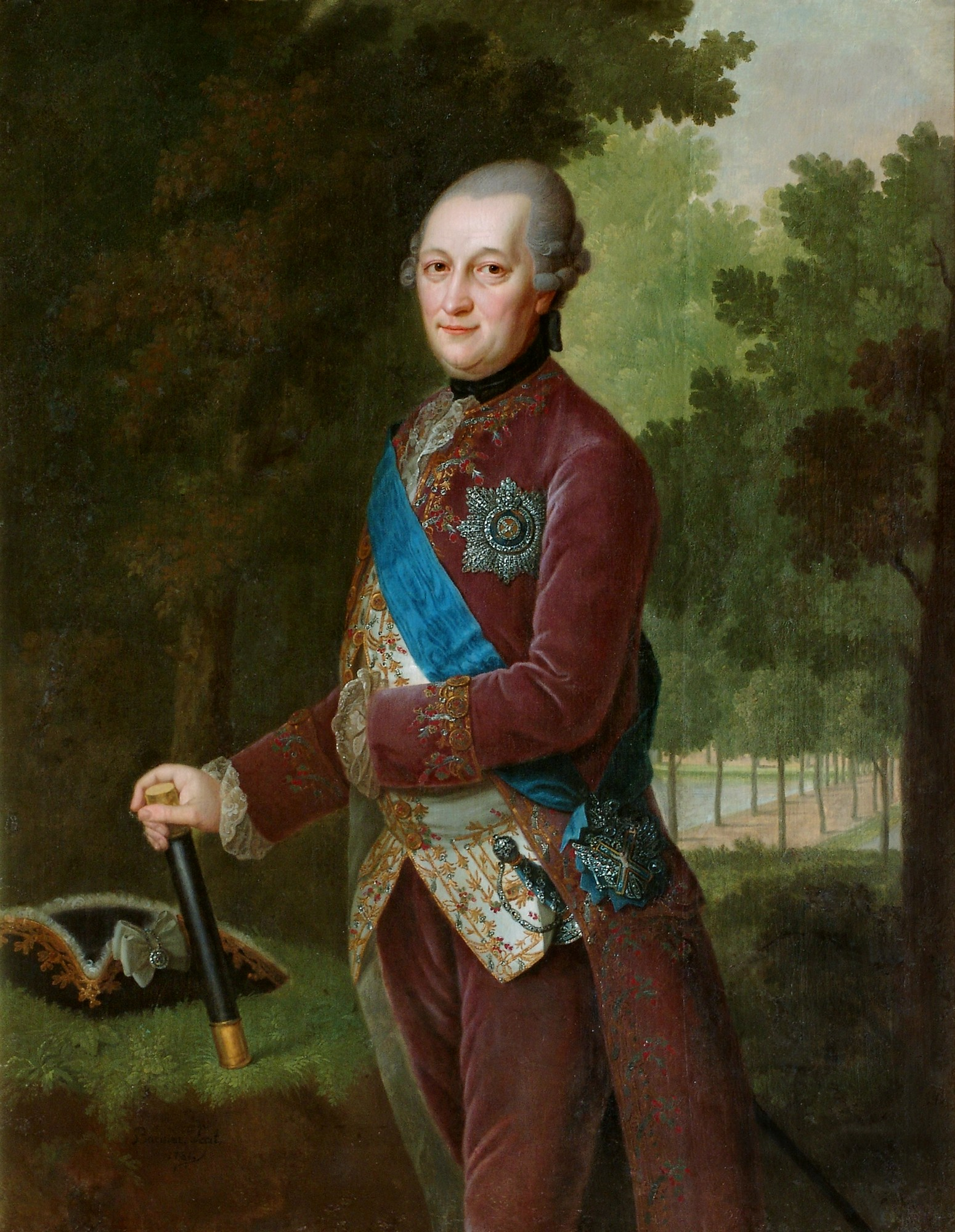
Peter von Biron, Herzog von Kurland, 1781

Peter von Biron (* 15. Februar 1724 in Mitau, Kurland; † 13. Januar 1800 in Gellenau, Grafschaft Glatz) war Reichsgraf und ab 24. November 1769 Herzog von Kurland und Semgallen sowie ab 6. April 1786 Herzog von Sagan. 1792 erwarb er die große Herrschaft Nachod in Ostböhmen.

## Leben
Seine Eltern waren Herzog Ernst Johann von Biron aus dem Hause Biron von Curland und Benigna, geb. von Trotta gen. Treyden. Im Alter von 16 Jahren musste er zusammen mit seinen Eltern und seinem jüngeren Bruder Karl in die Verbannung nach Sibirien und – auf Veranlassung von Zarin Elisabeth I. – ein Jahr später nach Jaroslawl im Osten Russlands. 1762 hob Zar Peter III. die Verbannung auf und Zarin Katharina II. setzte 1763 Peters Vater Ernst Johann wieder zum Herzog von Kurland ein. Nach dessen Abdankung im Jahre 1769 wurde Peter sein Nachfolger.
Peter von Birons Amtszeit von 1769 bis 1795 war von der Unzufriedenheit der kurländischen Stände geprägt. Deshalb begann er, sich nach Preußen und Böhmen zu orientieren. Zu der von seinem Vater ererbten Freien Standesherrschaft Wartenberg im späteren Kreis Groß Wartenberg erwarb er
- 1785 das Schloss Friedrichsfelde bei Berlin,
- 1786 das Herzogtum Sagan in Schlesien, dessen Schloss er 1792–1796 umfangreich renovieren ließ,
- 1787 die Herrschaft Deutsch Wartenberg im Herzogtum Glogau,
- 1788 die Herrschaft Nettkow in der Neumark, Mark Brandenburg,
- 1792 das Schloss und die Herrschaft Nachod in Böhmen.

Durch die Dritte Teilung Polens 1795 entfiel die Lehnshoheit des polnischen Königs August Poniatowski, und Kurland wurde dem Russischen Kaiserreich einverleibt. Peter von Biron wurde von Zarin Katharina zur Abdankung gezwungen, wobei ihm eine jährliche Rente von 25.000 Dukaten und ein Wittum für seine Gemahlin zugesprochen wurde. Für seine kurländischen Besitzungen erhielt er zwei Millionen Rubel. Anschließend begab er sich mit seiner Familie auf sein Schloss Sagan. Im gleichen Jahr verkaufte er das Schloss Friedrichsfelde und erstand
- 1796 das Palais Czernin in Prag,
- 1798 die Herrschaft Hohlstein mit dem Schloss Hohlstein im Herzogtum Schweidnitz-Jauer und ebenfalls
- 1798 die Herrschaft Chvalkovice, die er mit der Herrschaft Nachod vereinte.

Seine böhmischen Besitzungen wurden in die Landtafel eingetragen.
Am 26. Oktober 1785 wurde Peter von Biron vom preußischen König Friedrich II. mit dem Schwarzen Adlerorden ausgezeichnet.

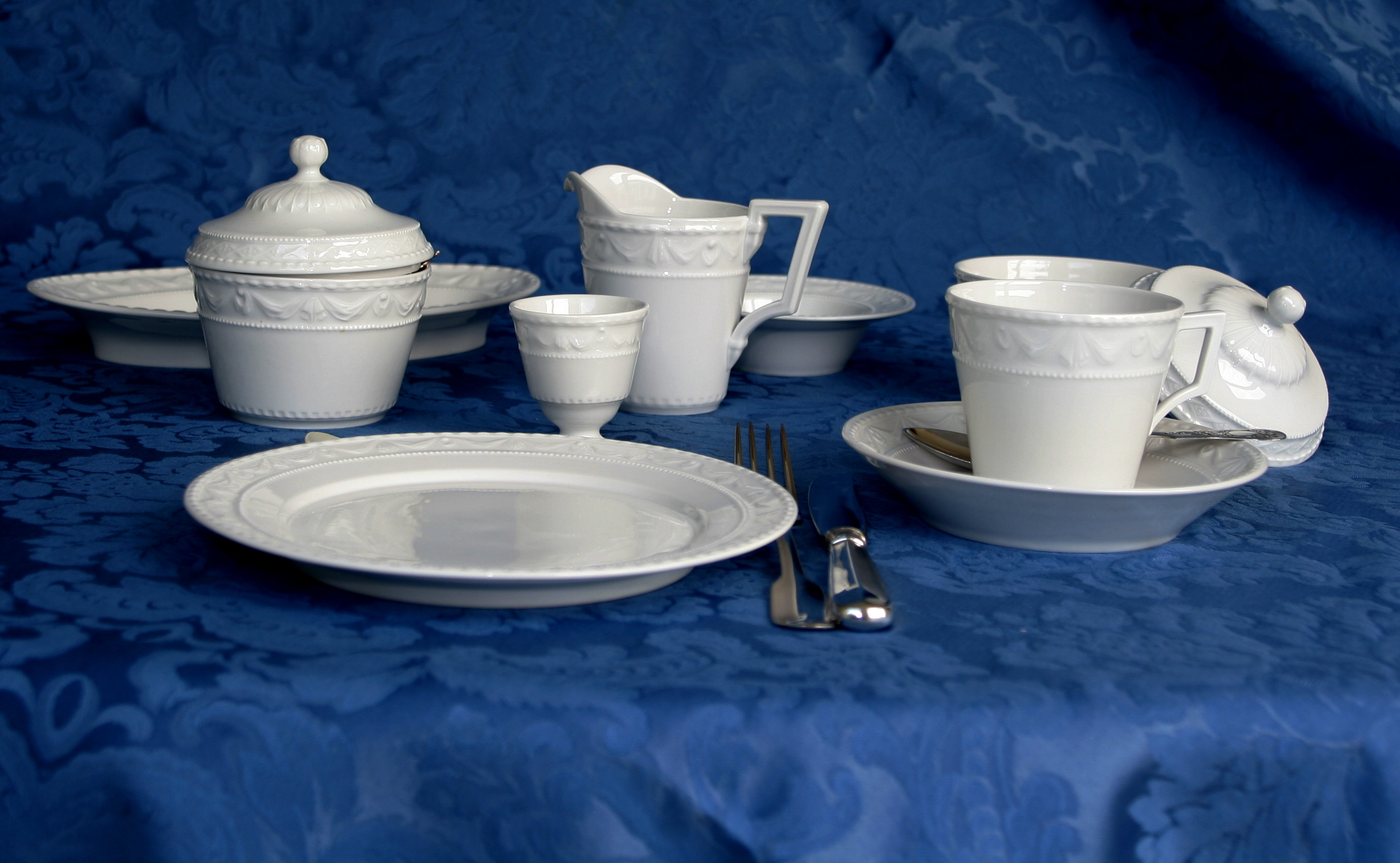
Klassizistische Serie Kurland, ab 1790

Peter von Biron war musik- und kunstliebend. In seinen Schlössern besaß er umfangreiche Gemälde- und Kupferstichsammlungen. 1790 gab er bei der Königlichen Porzellan-Manufaktur Berlin den Auftrag für ein vielteiliges Tafelservice. Das später mit „Kurland“ bezeichnete Tafelservice wird bis heute produziert.
Im Verhältnis zu seinen Untertanen war er fortschrittlich; in Mitau errichtete er auf Anregung von Friedrich Wilhelm von Raison die Academia Petrina, ein Akademisches Gymnasium, in seiner Herrschaft Nachod unterstützte er die Einrichtung von Dorfschulen und schaffte Erleichterungen beim Frondienst. Um 1795 bestätigte er seinen Nachoder Untertanen die Privilegien des böhmischen Königs Georg von Podiebrad.
Als er sich im Dezember 1799 krank fühlte, begab er sich von Nachod aus in das nahe gelegene Gellenau bei Kudowa, um sich von dem Arzt von Mutius, dessen Familie das Schloss Gellenau gehörte, behandeln zu lassen. Dort besuchte ihn die Herzogin Dorothea mit den vier Töchtern. Am 6. Januar 1800 verfasste Peter von Biron sein Testament und starb am 13. Januar 1800 auf dem Schloss Gellenau. Sein Leichnam wurde nach Sagan überführt und in der evangelischen Dreifaltigkeitskirche, von der nur noch der Turm erhalten ist, beigesetzt.

## Familie

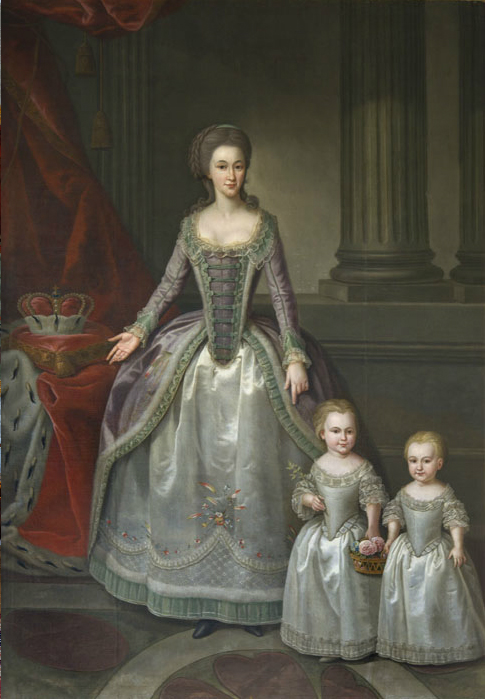
Herzogin Dorothea von Kurland mit ihren Töchtern Wilhelmine und Pauline

Peter von Biron heiratete mehrfach. Seine erste Frau wurde 1765 Karoline Louise Waldeck-Pyrmont (1748–1782), eine Tochter von Karl August Friedrich zu Waldeck-Pyrmont. Die kinderlose Ehe wurde 1772 geschieden.
Seine zweite Frau wurde Jewdokija Borissowna Jussupowa (1743–1780). Auch diese Ehe wurde 1778 kinderlos geschieden.
In dritter Ehe vermählte er sich 1779 mit Anna Charlotte Dorothea, geborene Reichsgräfin von Medem aus altem kurländischen Adelsgeschlecht. Aus dieser Ehe haben vier Töchter, Prinzessinnen von Kurland, das Kindesalter überlebt:
- Katharina Friederike Wilhelmine Benigna (1781–1839), erbte nach Peters Tod das schlesische Herzogtum Sagan  und die Herrschaft Nachod in Böhmen.
- Maria Luise Pauline (1782–1845); ⚭ Friedrich von Hohenzollern-Hechingen; erbte nach Peters Tod das Prager Palais und die Herrschaften Hohlstein und Nettkow, nach Wilhelmines Tod Erbin des Herzogtums Sagan und der Herrschaft Nachod.
- Johanna (Jeannette) Katharina (* 24. Juni 1783 in Würzau; † 11. April 1876 Löbichau); ⚭ Franz Pignatelli, Herzog von Acerenza, Fürst von Belmonte. Sie erbte 1806 das Prager Kurland-Palais und nach dem Tod ihrer Mutter die Herrschaft Löbichau im Altenburgischen.
- Dorothea (1793–1862); ⚭ Graf Edmond de Talleyrand-Périgord. Sie erbte nach Peters Tod die Herrschaft Deutsch Wartenberg, von ihrer Mutter 1821 das Berliner Palais Kurland (1837 verkauft), und erwarb 1842 von ihrer Schwester Pauline das Herzogtum Sagan.

Mit seiner Geliebten Karoline von Derschau (1740–1783) hatte er den natürlichen Sohn Peter von Gerschau (1779–1852), der preußischer Sekondeleutnant im Leibhusarenregiment „von Goeckingk“, russischer Oberforstmeister in Altfinnland, Generalkonsul in Kopenhagen und Staatsrat, sowie Stammvater derer von Gerschau wurde.
Mit Anna Marie Friederike von Manteuffel gen. Szoege (1750–1829) hatte er die natürliche Tochter Henriette Friederike, Gräfin von Wartenberg (* 27. Oktober 1771 in Mitau, † 21. Dezember 1814 in Drönnewitz); sie heiratete 1786 in Hannover den späteren Oberhofmarschall Carl Philipp Graf von Hardenberg auf Drönnewitz.

## Trivia
Der tschechische Schriftsteller Alois Jirásek hat mit seinem Roman von 1877 „Na dvoře vévodském“ (Der Herzogshof) Peter von Biron ein literarisches Denkmal gesetzt. Darin wird der Herzog als gütig und um seine Untertanen besorgt dargestellt. Gleichzeitig wird das Leben auf dem Nachoder Schloss während des Sommers 1799 der Zeit entsprechend geschildert. Da Jirásek weitgehend die Erzählungen und Erinnerungen seiner älteren Verwandtschaft und anderer Bewohner aus dem Nachoder Gebiet verarbeitet hat, kann man dem gezeichneten Herzogsbild durchaus Glauben schenken.